# Haplotype
Binnen de genetica is een haplotype de combinatie van allelen zoals die voorkomen op een uniek chromosoom. Het kan gebruikt worden voor de basevolgorde van een stuk van een bepaald chromosoom, of voor een verzameling allelen zoals die samen voorkomen.

## Uitleg
De lichaamscellen van zoogdieren (en mensen) zijn diploïd: ze hebben twee gelijke chromosomen. De door meiose of reductiedeling gevormde geslachtscellen zijn haploïd: elk chromosoom komt in enkelvoud voor.
Gelijke chromosomen van verschillende individuen zijn grotendeels gelijk, maar niet volledig identiek. Als je bij de mens twee chromosomen vergelijkt, is gemiddeld 1 op de 300 tot 1000 baseparen verschillend. Op sommige posities zijn chromosomen vaker verschillend dan op andere. Posities waarop vaak verschillen voorkomen worden polymorfieën of polymorfismes genoemd (poly=veel, morfè=vorm). De verschillende varianten zoals die op deze posities gevonden worden heten allelen. Door voor een aantal polymorfismes te bepalen welk allel aanwezig is, zijn individuele chromosomen te herkennen. De combinatie van allelen, zoals die samen voorkomen op een bepaald chromosoom wordt een haplotype genoemd, kort voor haploid genotype.

## Fase bepalen
Genotyperen is de activiteit waarbij een basenvolgorde bepaald wordt.
Wanneer er DNA-extractie van mensen of andere diploïde organismen gebeurt, bevat het extract dus steeds een mengsel van gelijke, maar niet volledig identieke chromosomen. Op posities waar ze identiek zijn, geeft de test maar één uitslag. Maar als de beide chromosomen verschillen, zijn er voor die positie twee uitslagen (want er zijn twee allelen). Daarbij is het niet duidelijk welk allel op welk chromosoom thuishoort (dus in welk haplotype). Om dat te bepalen (dus om fase te bepalen) is meer informatie nodig. Meest gebruikt zijn:
- De genetische informatie van familieleden, want een kind krijgt één haplotype van z'n moeder en een van z'n vader.
- Informatie over de frequentie van haplotypes in de bevolking. Er komt maar een beperkt aantal haplotypes in de bevolking voor.

Fase bepalen kan met biochemische technieken, maar dit wordt zelden gedaan, omdat het (veel) omslachtiger en duurder is.
- Met allel specifieke PCR-primers = Allele Specific Oligonucleotide (ASO).
- Genotyperen van haploïd (enkelvoudig) in plaats van diploïd DNA. Dit kan door stukjes van de chromosomen in kunstmatige cellijnen in te bouwen, zoals radiation hybrid, BAC, YAC, of door het genotyperen van sperma.

## Belang
- Populatiegenetica: de diversiteit en frequentie van haplotypes zegt iets over de geschiedenis van bevolkingsgroepen. Haplotypes zijn gebruikt in pogingen om de geschiedenis van de mensheid te reconstrueren. Vaak wordt hiervoor haplotypes van de mitochondriën of van het Y-chromosoom gebruikt. Maar ook haplotypes van de overige chromosomen worden gebruikt.
- Lokaliseren van ziektegenen: haplotypes zeggen iets over de geschiedenis van een stukje chromosoom. Patiënten van een zeldzame erfelijke (vooral recessieve) aandoening die in één gebied wonen, hebben vaak de ziekte van dezelfde voorouder geërfd. Ze erven niet alleen de genetische variant die de ziekte veroorzaakt (=foundermutatie), maar ook een onschuldig stuk DNA daar omheen. Als je de haplotypes van patiënten vergelijkt, zal de ziekte veroorzakende variant gelegen zijn op de plek waar de haplotypes het meest hetzelfde zijn (=haplotype sharing). Gelijksoortige technieken worden voor allerlei ziektes geprobeerd, ook als de erfelijke invloed minder duidelijk is.